# Rivaldo
Rivaldo Vítor Borba Ferreira, noto semplicemente come Rivaldo (Paulista, 19 aprile 1972), è un dirigente sportivo ed ex calciatore brasiliano di ruolo centrocampista o attaccante.
Considerato uno dei migliori calciatori della sua generazione, nella carriera con i club ha conquistato due campionati paulisti, un campionato brasiliano, due campionati spagnoli, una Coppa di Spagna, due Supercoppe UEFA, una UEFA Champions League, una Coppa Italia, tre campionati greci, due Coppe di Grecia, due campionati uzbeki e una Coppa dell'Uzbekistan.
Con la nazionale brasiliana, per la quale ha giocato 74 partite con 35 reti, ha vinto un Mondiale nel 2002, oltre ad una FIFA Confederations Cup nel 1997 e una Copa América nel 1999.
Nel 1999 ha conquistato il Pallone d'oro e il FIFA World Player of the Year. Nel 2004 è stato inserito nella FIFA 100, la lista dei 125 più grandi giocatori viventi stilata da Pelé e dalla FIFA in occasione delle celebrazioni del centenario della federazione.

## Biografia
Rivaldo nasce a Paulista, nello stato del Pernambuco. Per l'estrema povertà, da piccolo soffrì di malnutrizione. Nel 1989 suo padre Romildo morì in un incidente stradale; nello stesso anno Rivaldo firmò il primo contratto da professionista.
È padre di Rivaldinho, anch'egli calciatore, con cui ha avuto modo di giocare; i due tra l'altro sono anche andati entrambi a segno nella stessa partita nel 2015.

## Caratteristiche tecniche
Rivaldo era un trequartista dotato di grande abilità tecnica e di buona velocità; il dribbling era una delle sue armi migliori. Disponeva inoltre di un tiro potente e preciso, temibile anche dalla lunga distanza. Nonostante le lunghe gambe, si dimostrò un giocatore agile. Era un ottimo tiratore di rigori e punizioni dalla lunga distanza. La sua visione di gioco e il suo senso tattico ne facevano un giocatore capace di giocare in più ruoli nella trequarti avversaria, da ala o da seconda punta.

## Carriera

### Club

#### Gli inizi in Brasile
Esordì a livello nazionale in Série B con il Santa Cruz nel 1991. L'anno dopo si trasferì nello stato di San Paolo per giocare con il Mogi Mirim.
Nel 1993 Rivaldo firmò per il Corinthians, debuttando con la maglia della nazionale brasiliana e segnando il gol decisivo in amichevole contro il Messico. Dopo un anno passò al Palmeiras, dove vinse il campionato.

#### L'approdo in Europa: Deportivo La Coruña e Barcellona
Dopo aver raggiunto le semifinali alle Olimpiadi di Atlanta, nell'estate 1996 fu messo sotto contratto dal Deportivo La Coruña. Nella stagione 1996-1997 segnò 21 reti in 41 partite, contribuendo al terzo posto dei galiziani.
L'anno successivo fu acquistato dal Barcellona. Nella prima stagione vinse la Liga, la Copa del Rey e la Supercoppa UEFA. In quella successiva bissa il successo in Liga. Trascorse in Catalogna altre tre stagioni, durante le quali fu considerato come uno dei migliori giocatori del panorama internazionale, tanto da conquistare sia il Pallone d'oro sia il FIFA World Player nel 1999. Al termine della stagione 2001-2002 decise di lasciare il club.

#### Il passaggio al Milan e la parentesi Cruzeiro

Rivaldo (al centro) festeggia con i compagni del Milan la vittoria della Coppa Italia nel 2003

Il 28 luglio 2002 firmò un contratto triennale con il Milan per 4 milioni di euro netti all'anno. Nella stagione 2002-2003 vince la Champions League e la Coppa Italia: nella finale di ritorno contro la Roma segnò la rete del momentaneo 2-1. A questi successi segue, nell'agosto 2003, la conquista della Supercoppa UEFA. Chiuso da Kaká e Rui Costa all'inizio della sua seconda stagione in rossonero, si congedò il 28 settembre salutando i tifosi prima di Milan-Lecce (3-0). Pochi giorni dopo rescisse il contratto, ponendo fine ad una esperienza deludente nonostante i trofei vinti con il Milan tra il 2002 e il 2003.
Nel 2004 ritornò in Brasile per giocare con il Cruzeiro. Alla base della decisione di Rivaldo c'era la presenza in panchina di Vanderlei Luxemburgo, suo mentore nei primi anni. L'esperienza con il Cruzeiro durò però solo poche gare: l'esonero di Luxemburgo convinse Rivaldo a tornare in Europa.

#### Le esperienze in Grecia e Uzbekistan
Nel luglio 2004 indossò la maglia dell'Olympiacos, dove giocò tre stagioni da protagonista. Alla fine della stagione 2006-2007, entrato in contrasto con la dirigenza per il rinnovo del contratto, decise di andare via, nonostante avesse espresso la volontà di chiudere la carriera all'Olympiakos. Nel 2007 firmò con i rivali storici dell'AEK Atene, dove trascorse una stagione.

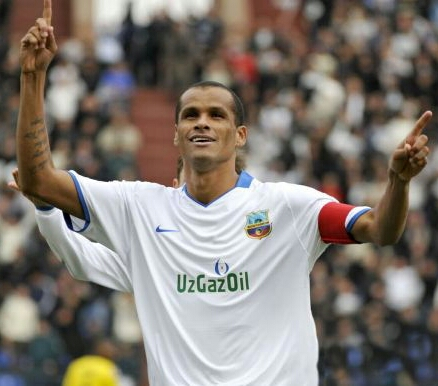
Rivaldo con la maglia del Bunyodkor nel 2010

Il 17 luglio 2008 lasciò l'AEK per trasferirsi al Bunyodkor, squadra della massima divisione uzbeka, ottenendo un ingaggio importante. Nel campionato uzbeko segnò 33 gol in poco più di due stagioni e vinse due titoli nazionali (2008 e 2009) e una Coppa dell'Uzbekistan (2008).

#### Il ritorno in Brasile e la parentesi in Angola
L'11 agosto 2010 risolse il contratto con la società uzbeka e il 18 novembre successivo firmò per i paulisti del Mogi Mirim, club nel quale era cresciuto.
Il 22 gennaio 2011 passò in prestito al San Paolo, con un contratto che lo legava al club fino al 31 dicembre dello stesso anno. Il 3 febbraio 2011 segnò un gol all'esordio nel Campionato Paulista 2011. Concluse la sua esperienza con il San Paolo con 30 presenze e 5 gol messi a segno in campionato.
Il 13 gennaio 2012, dopo essere rimasto svincolato per due mesi, venne ingaggiato dalla squadra angolana del Kabuscorp. Alla sua seconda partita di campionato con la squadra Rivaldo mise a segno una tripletta. Il 4 novembre, dopo 21 presenze e 11 gol, lasciò la squadra angolana per tornare in Brasile, dopo aver sostenuto personalmente le spese per la costruzione di un centro medico e di una scuola in una delle zone più povere dell'Angola.

#### Il finale di carriera in Brasile
Il 7 gennaio 2013 venne ingaggiato dal São Caetano, nel Campeonato Brasileiro Série B. Risolse il contratto nel novembre dello stesso anno, dopo aver disputato 19 partite e segnato 2 gol nel corso della stagione, dichiarando di voler chiudere la carriera al Mogi Mirim.
Il 22 gennaio 2014 tornò nuovamente a vestire la maglia del Mogi Mirim, club del quale era anche presidente e in cui giocava anche suo figlio Rivaldinho. Fece il suo debutto nella seconda giornata del Campionato Paulista 2014. Il 15 marzo 2014, annunciò il ritiro, cambiando idea 15 mesi dopo, quando a 43 anni si rese disponibile a vestire nuovamente la maglia del Mogi Mirim. Il 14 luglio 2015 andò in gol assieme al figlio nella stessa partita (vittoria per 3-1 contro il Macaé).
Il 14 agosto 2015 annunciò il ritiro, questa volta definitivo.

### Nazionale
Rivaldo esordì con la nazionale brasiliana nel 1993, in un'amichevole contro il Messico (1-0). Nel 1997 partecipò alla vittoriosa edizione della Confederations Cup. Nel 1998 disputa il Mondiale in Francia, giungendo fino all'atto conclusivo della manifestazione contro la Francia, in cui il Brasile perse 3-0.
Nel 1999 partecipò alla Coppa America, vincendola.
Nell'estate del 2002 fu convocato per il Mondiale in Giappone e Corea del Sud. Nella prima partita contro la Turchia il 3 giugno, si rese però protagonista di uno spiacevole episodio di simulazione che indusse l'arbitro ad espellere Hakan Ünsal. Nel torneo segnò per 5 partite consecutive, non riuscendo per una sola partita ad eguagliare il record di marcature consecutive in Coppa del Mondo stabilito da Jairzinho a Messico 1970 (6 partite di fila). In finale il Brasile vinse 2-0 sulla Germania e Rivaldo si laureò campione del mondo.
L'ultima presenza con il Brasile fu nel 2003, in una gara di qualificazione al Mondiale 2006. In totale vanta 74 presenze e 35 reti con la maglia verdeoro.

## Statistiche

### Presenze e reti nei club
Statistiche aggiornate al termine della carriera da calciatore.
| Stagione           | Squadra             | Campionato         | Campionato | Campionato | Coppe nazionali | Coppe nazionali | Coppe nazionali | Coppe continentali | Coppe continentali | Coppe continentali | Altre coppe | Altre coppe | Altre coppe | Totale | Totale |
| Stagione           | Squadra             | Comp               | Pres       | Reti       | Comp            | Pres            | Reti            | Comp               | Pres               | Reti               | Comp        | Pres        | Reti        | Pres   | Reti   |
| ------------------ | ------------------- | ------------------ | ---------- | ---------- | --------------- | --------------- | --------------- | ------------------ | ------------------ | ------------------ | ----------- | ----------- | ----------- | ------ | ------ |
| 1989               | Paulista            | A2/SP              | 26         | 3          | -               | -               | -               | -                  | -                  | -                  | -           | -           | -           | 26     | 3      |
| 1990               | Paulista            | A2/SP              | 22         | 4          | -               | -               | -               | -                  | -                  | -                  | -           | -           | -           | 22     | 4      |
| Totale Paulista    | Totale Paulista     | Totale Paulista    | 48         | 7          |                 | -               | -               |                    | -                  | -                  |             | -           | -           | 48     | 7      |
| 1991               | Santa Cruz          | A/PE+B             | 5++18      | 9+8        | CB              | 4               | 2               | -                  | -                  | -                  | -           | -           | -           | 27+    | 19     |
| 1992               | Mogi Mirim          | A1/SP+C            | ?+27       | ?+9        | -               | -               | -               | -                  | -                  | -                  | -           | -           | -           | 27+    | 9+     |
| gen.-lug. 1993     | Mogi Mirim          | A1/SP+C            | 4++0       | 4+0        | -               | -               | -               | -                  | -                  | -                  | -           | -           | -           | 4+     | 4      |
| lug.-dic. 1993     | Corinthians         | A1/SP+A            | 0+19       | 0+11       | -               | -               | -               | -                  | -                  | -                  | RSP+TJH     | 6+2         | 2+0         | 27     | 13     |
| gen.-lug. 1994     | Corinthians         | A1/SP+A            | 23+0       | 6+0        | CB              | 3               | 0               | -                  | -                  | -                  | CP          | 5           | 1           | 31     | 7      |
| Totale Corinthians | Totale Corinthians  | Totale Corinthians | 23+19      | 6+11       |                 | 3               | 0               |                    | -                  | -                  |             | 13          | 3           | 58     | 20     |
| lug.-dic. 1994     | Palmeiras           | A1/SP+A            | 0+29       | 0+14       | -               | -               | -               | -                  | -                  | -                  | -           | -           | -           | 29     | 14     |
| 1995               | Palmeiras           | A1/SP+A            | 28+16      | 10+7       | CB              | 4               | 2               | CL                 | 9                  | 5                  | -           | -           | -           | 57     | 24     |
| gen-giu. 1996      | Palmeiras           | A1/SP+A            | 25+0       | 18+0       | CB              | 9               | 4               | -                  | -                  | -                  | -           | -           | -           | 34     | 22     |
| Totale Palmeiras   | Totale Palmeiras    | Totale Palmeiras   | 53+45      | 28+21      |                 | 13              | 6               |                    | 9                  | 5                  |             | -           | -           | 120    | 60     |
| 1996-1997          | Deportivo La Coruña | PD                 | 41         | 21         | CR              | 5               | 1               | -                  | -                  | -                  | -           | -           | -           | 46     | 22     |
| 1997-1998          | Barcellona          | PD                 | 34         | 19         | CR              | 7               | 8               | UCL                | 6                  | 0                  | SS+SU       | 2+2         | 0+1         | 51     | 28     |
| 1998-1999          | Barcellona          | PD                 | 37         | 24         | CR              | 3               | 2               | UCL                | 6                  | 3                  | SS          | 2           | 0           | 48     | 29     |
| 1999-2000          | Barcellona          | PD                 | 31         | 12         | CR              | 5               | 1               | UCL                | 14                 | 10                 | SS          | 0           | 0           | 50     | 23     |
| 2000-2001          | Barcellona          | PD                 | 35         | 23         | CR              | 5               | 2               | UCL+CU             | 6+7                | 6+5                | -           | -           | -           | 53     | 36     |
| 2001-2002          | Barcellona          | PD                 | 20         | 8          | CR              | 0               | 0               | UCL                | 13                 | 6                  | -           | -           | -           | 33     | 14     |
| Totale Barcellona  | Totale Barcellona   | Totale Barcellona  | 157        | 86         |                 | 20              | 13              |                    | 52                 | 30                 |             | 6           | 1           | 235    | 130    |
| 2002-2003          | Milan               | A                  | 22         | 5          | CI              | 3               | 1               | UCL                | 13                 | 2                  | -           | -           | -           | 38     | 8      |
| ago.-nov. 2003     | Milan               | A                  | 0          | 0          | -               | -               | -               | UCL                | 1                  | 0                  | SU          | 1           | 0           | 2      | 0      |
| Totale Milan       | Totale Milan        | Totale Milan       | 22         | 5          |                 | 3               | 1               |                    | 14                 | 2                  |             | 1           | 0           | 40     | 8      |
| gen.-feb. 2004     | Cruzeiro            | M1/MG              | 7          | 2          | -               | -               | -               | CL                 | 3                  | 0                  | -           | -           | -           | 10     | 2      |
| 2004-2005          | Olympiacos          | A                  | 23         | 12         | CG              | 6               | 2               | UCL+CU             | 6+3                | 1+0                | -           | -           | -           | 38     | 15     |
| 2005-2006          | Olympiacos          | A                  | 22         | 7          | CG              | 3               | 2               | UCL                | 5                  | 2                  | -           | -           | -           | 30     | 11     |
| 2006-2007          | Olympiacos          | SL                 | 25         | 17         | CG              | 2               | 0               | UCL                | 6                  | 0                  | -           | -           | -           | 33     | 17     |
| Totale Olympiakos  | Totale Olympiakos   | Totale Olympiakos  | 70         | 36         |                 | 11              | 4               |                    | 20                 | 3                  |             | -           | -           | 101    | 43     |
| 2007-2008          | AEK Atene           | SL                 | 29+6       | 8+4        | CG              | 0               | 0               | UCL+CU             | 2+6                | 1+2                | -           | -           | -           | 43     | 15     |
| ago. 2008          | AEK Atene           | SL                 | 0          | 0          | CG              | 0               | 0               | CU                 | 1                  | 0                  | -           | -           | -           | 1      | 0      |
| Totale AEK Atene   | Totale AEK Atene    | Totale AEK Atene   | 29+6       | 8+4        |                 | ?               | 0               |                    | 9                  | 3                  |             | -           | -           | 44     | 15     |
| ago.-dic. 2008     | Bunyodkor           | PFL                | 12         | 7          | CU              | 1               | 0               | ACL                | 4                  | 2                  | -           | -           | -           | 17     | 9      |
| 2009               | Bunyodkor           | PFL                | 30         | 20         | CU              | 4               | 1               | ACL                | 9                  | 1                  | -           | -           | -           | 43     | 22     |
| 2010               | Bunyodkor           | PFL                | 11         | 6          | CU              | 6               | 4               | ACL                | 5                  | 2                  | CSI         | 0           | 0           | 22     | 12     |
| Totale Bunyodkor   | Totale Bunyodkor    | Totale Bunyodkor   | 53         | 33         |                 | 11              | 5               |                    | 18                 | 5                  |             | 0           | 0           | 82     | 43     |
| gen. 2011          | Mogi Mirim          | A1/SP              | 0+0        | 0+0        | -               | -               | -               | -                  | -                  | -                  | -           | -           | -           | 0      | 0      |
| 2011               | San Paolo           | A1/SP+A            | 9+30       | 1+5        | CB              | 4               | 0               | CS                 | 3                  | 1                  | -           | -           | -           | 46     | 7      |
| 2012               | Kabuscorp           | G                  | 21         | 11         | CA              | 0               | 0               | -                  | -                  | -                  | -           | -           | -           | 21     | 11     |
| 2013               | São Caetano         | A1/SP+B            | 10+7       | 2+0        | CB              | 2               | 0               | -                  | -                  | -                  | CP          | 0           | 0           | 19     | 2      |
| 2014               | Mogi Mirim          | A1/SP+C            | 4+4        | 0          | CB              | 0               | 0               | -                  | -                  | -                  | -           | -           | -           | 8      | 0      |
| 2015               | Mogi Mirim          | A1/SP+B            | 5+4        | 0+1        | CB              | 0               | 0               | -                  | -                  | -                  | -           | -           | -           | 9      | 1      |
| Totale Mogi Mirim  | Totale Mogi Mirim   | Totale Mogi Mirim  | 13++ 35    | 4+10       |                 | -               | -               |                    | -                  | -                  |             | -           | -           | 48+    | 14     |
| Totale carriera    | Totale carriera     | Totale carriera    | 721+       | 318+       |                 | 76+             | 32              |                    | 128                | 49                 |             | 20          | 4           | 945+   | 403+   |

### Cronologia presenze e reti in nazionale
| Cronologia completa delle presenze e delle reti in nazionale ― Brasile | Cronologia completa delle presenze e delle reti in nazionale ― Brasile | Cronologia completa delle presenze e delle reti in nazionale ― Brasile | Cronologia completa delle presenze e delle reti in nazionale ― Brasile | Cronologia completa delle presenze e delle reti in nazionale ― Brasile | Cronologia completa delle presenze e delle reti in nazionale ― Brasile | Cronologia completa delle presenze e delle reti in nazionale ― Brasile | Cronologia completa delle presenze e delle reti in nazionale ― Brasile |
| Data                                                                   | Città                                                                  | In casa                                                                | Risultato                                                              | Ospiti                                                                 | Competizione                                                           | Reti                                                                   | Note                                                                   |
| ---------------------------------------------------------------------- | ---------------------------------------------------------------------- | ---------------------------------------------------------------------- | ---------------------------------------------------------------------- | ---------------------------------------------------------------------- | ---------------------------------------------------------------------- | ---------------------------------------------------------------------- | ---------------------------------------------------------------------- |
| 16-12-1993                                                             | Guadalajara                                                            | Messico                                                                | 0 – 1                                                                  | Brasile                                                                | Amichevole                                                             | 1                                                                      |                                                                        |
| 23-3-1994                                                              | Recife                                                                 | Brasile                                                                | 2 – 0                                                                  | Argentina                                                              | Amichevole                                                             | -                                                                      |                                                                        |
| 17-5-1995                                                              | Ramat Gan                                                              | Israele                                                                | 1 – 2                                                                  | Brasile                                                                | Amichevole                                                             | 1                                                                      |                                                                        |
| 6-6-1995                                                               | Liverpool                                                              | Brasile                                                                | 3 – 0                                                                  | Giappone                                                               | Amichevole                                                             | -                                                                      | [ 35 ]                                                                 |
| 11-10-1995                                                             | Salvador                                                               | Brasile                                                                | 2 – 0                                                                  | Uruguay                                                                | Amichevole                                                             | -                                                                      |                                                                        |
| 8-11-1995                                                              | Buenos Aires                                                           | Argentina                                                              | 0 – 1                                                                  | Brasile                                                                | Amichevole                                                             | -                                                                      |                                                                        |
| 20-12-1995                                                             | Manaus                                                                 | Brasile                                                                | 3 – 1                                                                  | Colombia                                                               | Amichevole                                                             | -                                                                      |                                                                        |
| 27-3-1996                                                              | São José do Rio Preto                                                  | Brasile                                                                | 8 – 2                                                                  | Ghana                                                                  | Amichevole                                                             | 1                                                                      |                                                                        |
| 24-4-1996                                                              | Johannesburg                                                           | Sudafrica                                                              | 2 – 3                                                                  | Brasile                                                                | Amichevole                                                             | 1                                                                      |                                                                        |
| 10-9-1997                                                              | Salvador                                                               | Brasile                                                                | 4 – 2                                                                  | Ecuador                                                                | Amichevole                                                             | -                                                                      |                                                                        |
| 11-11-1997                                                             | Brasilia                                                               | Brasile                                                                | 3 – 0                                                                  | Galles                                                                 | Amichevole                                                             | 1                                                                      |                                                                        |
| 12-12-1997                                                             | Riyad                                                                  | Arabia Saudita                                                         | 0 – 3                                                                  | Brasile                                                                | Conf. Cup 1997 - 1º turno                                              | -                                                                      |                                                                        |
| 14-12-1997                                                             | Riyad                                                                  | Australia                                                              | 0 – 0                                                                  | Brasile                                                                | Conf. Cup 1997 - 1º turno                                              | -                                                                      |                                                                        |
| 25-3-1998                                                              | Stoccarda                                                              | Germania                                                               | 1 – 2                                                                  | Brasile                                                                | Amichevole                                                             | -                                                                      |                                                                        |
| 3-6-1998                                                               | Saint-Ouen                                                             | Andorra                                                                | 0 – 3                                                                  | Brasile                                                                | Amichevole                                                             | 1                                                                      |                                                                        |
| 10-6-1998                                                              | Saint-Denis                                                            | Brasile                                                                | 2 – 1                                                                  | Scozia                                                                 | Mondiali 1998 - 1º turno                                               | -                                                                      |                                                                        |
| 16-6-1998                                                              | Nantes                                                                 | Brasile                                                                | 3 – 0                                                                  | Marocco                                                                | Mondiali 1998 - 1º turno                                               | 1                                                                      |                                                                        |
| 23-6-1998                                                              | Marsiglia                                                              | Brasile                                                                | 1 – 2                                                                  | Norvegia                                                               | Mondiali 1998 - 1º turno                                               | -                                                                      |                                                                        |
| 27-6-1998                                                              | Parigi                                                                 | Brasile                                                                | 4 – 1                                                                  | Cile                                                                   | Mondiali 1998 - Ottavi di finale                                       | -                                                                      |                                                                        |
| 3-7-1998                                                               | Nantes                                                                 | Brasile                                                                | 3 – 2                                                                  | Danimarca                                                              | Mondiali 1998 - Quarti di finale                                       | 2                                                                      |                                                                        |
| 7-7-1998                                                               | Marsiglia                                                              | Brasile                                                                | 1 – 1 dts (4 - 2 dtr)                                                  | Paesi Bassi                                                            | Mondiali 1998 - Semifinale                                             | -                                                                      |                                                                        |
| 12-7-1998                                                              | Saint-Denis                                                            | Brasile                                                                | 0 – 3                                                                  | Francia                                                                | Mondiali 1998 - Finale                                                 | -                                                                      | [ 36 ]                                                                 |
| 23-9-1998                                                              | São Luís                                                               | Brasile                                                                | 3 – 0                                                                  | Jugoslavia                                                             | Amichevole                                                             | -                                                                      |                                                                        |
| 14-10-1998                                                             | Washington                                                             | Brasile                                                                | 5 – 1                                                                  | Ecuador                                                                | Amichevole                                                             | -                                                                      |                                                                        |
| 18-11-1998                                                             | Fortaleza                                                              | Brasile                                                                | 5 – 1                                                                  | Russia                                                                 | Amichevole                                                             | 1                                                                      |                                                                        |
| 28-3-1999                                                              | Seul                                                                   | Corea del Sud                                                          | 1 – 0                                                                  | Brasile                                                                | Amichevole                                                             | -                                                                      |                                                                        |
| 31-3-1999                                                              | Tokyo                                                                  | Giappone                                                               | 0 – 2                                                                  | Brasile                                                                | Amichevole                                                             | -                                                                      |                                                                        |
| 5-6-1999                                                               | Salvador                                                               | Brasile                                                                | 2 – 2                                                                  | Paesi Bassi                                                            | Amichevole                                                             | -                                                                      |                                                                        |
| 8-6-1999                                                               | Goiânia                                                                | Brasile                                                                | 3 – 1                                                                  | Paesi Bassi                                                            | Amichevole                                                             | -                                                                      |                                                                        |
| 30-6-1999                                                              | Ciudad del Este                                                        | Brasile                                                                | 7 – 0                                                                  | Venezuela                                                              | Coppa America 1999 - 1º turno                                          | 1                                                                      |                                                                        |
| 3-7-1999                                                               | Ciudad del Este                                                        | Brasile                                                                | 2 – 1                                                                  | Messico                                                                | Coppa America 1999 - 1º turno                                          | -                                                                      |                                                                        |
| 11-7-1999                                                              | Ciudad del Este                                                        | Brasile                                                                | 2 – 1                                                                  | Argentina                                                              | Coppa America 1999 - Quarti di finale                                  | 1                                                                      |                                                                        |
| 14-7-1999                                                              | Ciudad del Este                                                        | Brasile                                                                | 2 – 0                                                                  | Messico                                                                | Coppa America 1999 - Semifinale                                        | 1                                                                      |                                                                        |
| 18-7-1999                                                              | Asunción                                                               | Brasile                                                                | 3 – 0                                                                  | Uruguay                                                                | Coppa America 1999 - Finale                                            | 2                                                                      | [ 37 ]                                                                 |
| 4-9-1999                                                               | Buenos Aires                                                           | Argentina                                                              | 2 – 0                                                                  | Brasile                                                                | Amichevole                                                             | -                                                                      |                                                                        |
| 7-9-1999                                                               | Porto Alegre                                                           | Brasile                                                                | 4 – 2                                                                  | Argentina                                                              | Amichevole                                                             | 3                                                                      |                                                                        |
| 9-10-1999                                                              | Amsterdam                                                              | Paesi Bassi                                                            | 2 – 2                                                                  | Brasile                                                                | Amichevole                                                             | -                                                                      |                                                                        |
| 13-11-1999                                                             | Vigo                                                                   | Spagna                                                                 | 0 – 0                                                                  | Brasile                                                                | Amichevole                                                             | -                                                                      |                                                                        |
| 23-2-2000                                                              | Bangkok                                                                | Thailandia                                                             | 0 – 7                                                                  | Brasile                                                                | Amichevole                                                             | 2                                                                      |                                                                        |
| 26-4-2000                                                              | San Paolo                                                              | Brasile                                                                | 3 – 2                                                                  | Ecuador                                                                | Qual. Mondiali 2002                                                    | 2                                                                      |                                                                        |
| 23-5-2000                                                              | Cardiff                                                                | Galles                                                                 | 0 – 3                                                                  | Brasile                                                                | Amichevole                                                             | 1                                                                      |                                                                        |
| 27-5-2000                                                              | Londra                                                                 | Inghilterra                                                            | 1 – 1                                                                  | Brasile                                                                | Amichevole                                                             | -                                                                      |                                                                        |
| 4-6-2000                                                               | Lima                                                                   | Perù                                                                   | 0 – 1                                                                  | Brasile                                                                | Qual. Mondiali 2002                                                    | -                                                                      |                                                                        |
| 28-6-2000                                                              | Rio de Janeiro                                                         | Brasile                                                                | 1 – 1                                                                  | Uruguay                                                                | Qual. Mondiali 2002                                                    | 1                                                                      |                                                                        |
| 18-7-2000                                                              | Asunción                                                               | Paraguay                                                               | 2 – 1                                                                  | Brasile                                                                | Qual. Mondiali 2002                                                    | 1                                                                      |                                                                        |
| 26-7-2000                                                              | San Paolo                                                              | Brasile                                                                | 3 – 1                                                                  | Argentina                                                              | Qual. Mondiali 2002                                                    | -                                                                      |                                                                        |
| 15-8-2000                                                              | Santiago del Cile                                                      | Cile                                                                   | 3 – 0                                                                  | Brasile                                                                | Qual. Mondiali 2002                                                    | -                                                                      |                                                                        |
| 3-9-2000                                                               | Rio de Janeiro                                                         | Brasile                                                                | 5 – 0                                                                  | Bolivia                                                                | Qual. Mondiali 2002                                                    | 1                                                                      |                                                                        |
| 15-11-2000                                                             | San Paolo                                                              | Brasile                                                                | 1 – 0                                                                  | Colombia                                                               | Qual. Mondiali 2002                                                    | -                                                                      |                                                                        |
| 7-3-2001                                                               | Guadalajara                                                            | Messico                                                                | 3 – 3                                                                  | Brasile                                                                | Amichevole                                                             | -                                                                      |                                                                        |
| 28-3-2001                                                              | Quito                                                                  | Ecuador                                                                | 1 – 0                                                                  | Brasile                                                                | Qual. Mondiali 2002                                                    | -                                                                      |                                                                        |
| 1-7-2001                                                               | Montevideo                                                             | Uruguay                                                                | 1 – 0                                                                  | Brasile                                                                | Qual. Mondiali 2002                                                    | -                                                                      |                                                                        |
| 15-8-2001                                                              | Porto Alegre                                                           | Brasile                                                                | 2 – 0                                                                  | Paraguay                                                               | Qual. Mondiali 2002                                                    | 1                                                                      |                                                                        |
| 5-9-2001                                                               | Buenos Aires                                                           | Argentina                                                              | 2 – 1                                                                  | Brasile                                                                | Qual. Mondiali 2002                                                    | -                                                                      |                                                                        |
| 7-10-2001                                                              | Curitiba                                                               | Brasile                                                                | 2 – 0                                                                  | Cile                                                                   | Qual. Mondiali 2002                                                    | 1                                                                      |                                                                        |
| 7-11-2001                                                              | La Paz                                                                 | Bolivia                                                                | 3 – 1                                                                  | Brasile                                                                | Qual. Mondiali 2002                                                    | -                                                                      |                                                                        |
| 14-11-2001                                                             | São Luís                                                               | Brasile                                                                | 3 – 0                                                                  | Venezuela                                                              | Qual. Mondiali 2002                                                    | 1                                                                      |                                                                        |
| 17-4-2002                                                              | Lisbona                                                                | Portogallo                                                             | 1 – 1                                                                  | Brasile                                                                | Amichevole                                                             | -                                                                      |                                                                        |
| 25-5-2002                                                              | Kuala Lumpur                                                           | Malaysia                                                               | 0 – 4                                                                  | Brasile                                                                | Amichevole                                                             | -                                                                      |                                                                        |
| 3-6-2002                                                               | Ulsan                                                                  | Brasile                                                                | 2 – 1                                                                  | Turchia                                                                | Mondiali 2002 - 1º turno                                               | 1                                                                      |                                                                        |
| 8-6-2002                                                               | Seogwipo                                                               | Brasile                                                                | 4 – 0                                                                  | Cina                                                                   | Mondiali 2002 - 1º turno                                               | 1                                                                      |                                                                        |
| 13-6-2002                                                              | Suwon                                                                  | Costa Rica                                                             | 2 – 5                                                                  | Brasile                                                                | Mondiali 2002 - 1º turno                                               | 1                                                                      |                                                                        |
| 17-6-2002                                                              | Kōbe                                                                   | Brasile                                                                | 2 – 0                                                                  | Belgio                                                                 | Mondiali 2002 - Ottavi di finale                                       | 1                                                                      |                                                                        |
| 21-6-2002                                                              | Shizuoka                                                               | Inghilterra                                                            | 1 – 2                                                                  | Brasile                                                                | Mondiali 2002 - Quarti di finale                                       | 1                                                                      |                                                                        |
| 26-6-2002                                                              | Saitama                                                                | Brasile                                                                | 1 – 0                                                                  | Turchia                                                                | Mondiali 2002 - Semifinale                                             | -                                                                      |                                                                        |
| 30-6-2002                                                              | Yokohama                                                               | Brasile                                                                | 2 – 0                                                                  | Germania                                                               | Mondiali 2002 - Finale                                                 | -                                                                      | [ 38 ]                                                                 |
| 21-8-2002                                                              | Fortaleza                                                              | Brasile                                                                | 0 – 1                                                                  | Paraguay                                                               | Amichevole                                                             | -                                                                      |                                                                        |
| 12-2-2003                                                              | Canton                                                                 | Cina                                                                   | 0 – 0                                                                  | Brasile                                                                | Amichevole                                                             | -                                                                      |                                                                        |
| 29-3-2003                                                              | Oporto                                                                 | Portogallo                                                             | 2 – 1                                                                  | Brasile                                                                | Amichevole                                                             | -                                                                      |                                                                        |
| 7-9-2003                                                               | Barranquilla                                                           | Colombia                                                               | 1 – 2                                                                  | Brasile                                                                | Qual. Mondiali 2006                                                    | -                                                                      |                                                                        |
| 10-9-2003                                                              | Manaus                                                                 | Brasile                                                                | 1 – 0                                                                  | Ecuador                                                                | Qual. Mondiali 2006                                                    | -                                                                      |                                                                        |
| 12-10-2003                                                             | Leicester                                                              | Giamaica                                                               | 0 – 1                                                                  | Brasile                                                                | Amichevole                                                             | -                                                                      |                                                                        |
| 16-11-2003                                                             | Lima                                                                   | Perù                                                                   | 1 – 1                                                                  | Brasile                                                                | Qual. Mondiali 2006                                                    | 1                                                                      |                                                                        |
| 19-11-2003                                                             | Curitiba                                                               | Brasile                                                                | 3 – 3                                                                  | Uruguay                                                                | Qual. Mondiali 2006                                                    | -                                                                      |                                                                        |
| Totale                                                                 |                                                                        | Presenze                                                               | 74                                                                     |                                                                        | Reti (8º posto)                                                        | 35                                                                     |                                                                        |

| Cronologia completa delle presenze e delle reti in nazionale (partite non ufficiali) ― Brasile | Cronologia completa delle presenze e delle reti in nazionale (partite non ufficiali) ― Brasile | Cronologia completa delle presenze e delle reti in nazionale (partite non ufficiali) ― Brasile | Cronologia completa delle presenze e delle reti in nazionale (partite non ufficiali) ― Brasile | Cronologia completa delle presenze e delle reti in nazionale (partite non ufficiali) ― Brasile | Cronologia completa delle presenze e delle reti in nazionale (partite non ufficiali) ― Brasile | Cronologia completa delle presenze e delle reti in nazionale (partite non ufficiali) ― Brasile | Cronologia completa delle presenze e delle reti in nazionale (partite non ufficiali) ― Brasile |
| Data                                                                                           | Città                                                                                          | In casa                                                                                        | Risultato                                                                                      | Ospiti                                                                                         | Competizione                                                                                   | Reti                                                                                           | Note                                                                                           |
| ---------------------------------------------------------------------------------------------- | ---------------------------------------------------------------------------------------------- | ---------------------------------------------------------------------------------------------- | ---------------------------------------------------------------------------------------------- | ---------------------------------------------------------------------------------------------- | ---------------------------------------------------------------------------------------------- | ---------------------------------------------------------------------------------------------- | ---------------------------------------------------------------------------------------------- |
| 20-4-1994                                                                                      | Parigi                                                                                         | Sel. mista PSG/Bordeaux                                                                        | 0 – 0                                                                                          | Brasile                                                                                        | Amichevole                                                                                     | -                                                                                              |                                                                                                |
| 22-5-1996                                                                                      | Manaus                                                                                         | Brasile                                                                                        | 1 – 1                                                                                          | Croazia olimpica                                                                               | Amichevole                                                                                     | -                                                                                              |                                                                                                |
| 26-6-1996                                                                                      | Vitória                                                                                        | Brasile                                                                                        | 3 – 1                                                                                          | Polonia olimpica                                                                               | Amichevole                                                                                     | -                                                                                              |                                                                                                |
| 31-5-1998                                                                                      | Bilbao                                                                                         | Athletic Bilbao                                                                                | 1 – 1                                                                                          | Brasile                                                                                        | Amichevole                                                                                     | 1                                                                                              |                                                                                                |
| 28-4-1999                                                                                      | Barcellona                                                                                     | Barcellona                                                                                     | 2 – 2                                                                                          | Brasile                                                                                        | Amichevole                                                                                     | 1                                                                                              |                                                                                                |
| Totale                                                                                         |                                                                                                | Presenze                                                                                       | 5                                                                                              |                                                                                                | Reti                                                                                           | 2                                                                                              |                                                                                                |

## Palmarès

### Club

#### Competizioni statali
- Campionato paulista: 2

Palmeiras: 1994, 1996

#### Competizioni nazionali
- Campionato brasiliano: 1

Palmeiras: 1994
- Campionato spagnolo: 2

Barcellona: 1997-1998, 1998-1999
- Coppa di Spagna: 1

Barcellona: 1997-1998
- Coppa Italia: 1

Milan: 2002-2003
- Campionato greco: 3

Olympiakos: 2004-2005, 2005-2006, 2006-2007
- Coppa di Grecia: 2

Olympiakos: 2004-2005, 2005-2006
- Campionato uzbeko: 2

Bunyodkor: 2008, 2009
- Coppa dell'Uzbekistan: 1

Bunyodkor: 2008

#### Competizioni internazionali
- Supercoppa UEFA: 2

Barcellona: 1997
Milan: 2003
- UEFA Champions League: 1

Milan: 2002-2003

### Nazionale
- Bronzo olimpico: 1

Atlanta 1996
- Confederations Cup: 1

Arabia Saudita 1997
- Coppa America: 1

Paraguay 1999
- Campionato mondiale: 1

Corea del Sud-Giappone 2002

### Individuale
- Bola de Prata: 2

1993, 1994
- Premio Don Balón: 1

Miglior calciatore straniero: 1997-1998
- All-Star Team del Mondiale: 2

1998, 2002
- Squadra dell'anno ESM: 2

1998-1999, 1999-2000
- Capocannoniere della Coppa America: 1

1999 (5 gol, a pari merito con Ronaldo)
- Miglior giocatore della Coppa America: 1

Paraguay 1999
- Pallone d'oro: 1

1999
- FIFA World Player: 1

1999
- Onze d'or: 1

1999
- Calciatore dell'anno World Soccer: 1

1999
- Capocannoniere della Champions League: 1

1999-2000 (10 gol, a pari merito con Jardel e Raúl)
- Scarpa d'argento del campionato mondiale di calcio: 1

Corea del Sud-Giappone 2002
- Miglior straniero del campionato greco: 2

2006, 2007
- Capocannoniere del campionato uzbeko: 1

2009 (20 gol)
- Candidato al Dream Team del Pallone d'oro (2020)